# Экрем, Кемаль
Кемаль Экрем (венг. Ekrem Kemál; 20 октября 1924, Скопье — 29 ноября 1957, Будапешт) — венгерский рабочий-электрик турко-мадьярского происхождения, активный участник антикоммунистического Венгерского восстания 1956 года. Был одним из повстанческих командиров в дни будапештских боёв. Казнён после подавления восстания.

## Семья и детство
Биография Кемаля Экрема изобилует противоречивыми сведениями. Родился он в Македонии, с детства говорил на сербском языке. Пекарь Халик Экрем, отец Кемаля Экрема, происходил из среды турецких землевладельцев. Крестьянка Эржебет Экрем, мать Кемаля, была этнической венгеркой. Халик Экрем погиб при неясных обстоятельствах (по разным сведениям, либо покончил с собой, либо был убит сербскими националистами). Эржебет Экрем оставила семью. Некоторые источники утверждают, будто она перебралась на Мальту, где была певицей, затем швеёй. Кемаля с четырёх лет воспитывала бабушка.
В 1935 году Кемаль Экрем приехал из Югославии в Венгрию, где воссоединился с матерью. В 1939 ездил в Италию, посетил Рим и Палермо.

## Работа и конфликты
В Венгрии Кемаль Экрем освоил профессию механика, работал на заводе компании Ganz. В 1944 году подвергался преследованиям по национальному признаку со стороны салашистов, был выселен из Будапешта.
После прихода к власти венгерской компартии Кемаль Экрем работал в Будапеште электриком. Венгерского гражданства не оформлял, чтобы не служить в армии ВНР. Считался политически неблагонадёжным, находился под наблюдением госбезопасности. Однако подал заявление в ВПТ и короткое время состоял в партии — пока не была проведена проверка, по результатам которой Экрем был исключён. После этого в 1949 году он был выселен из Будапешта и временно интернирован.
С 1952 года работал на строительстве электростанции, потом на шахте близ Печа. Обладал хорошей профессиональной репутацией, получал сравнительно высокую зарплату. Однако в мае 1956 года Кемаль Экрем был привлечён по уголовной статье за хранение похищенного имущества. Суд приговорил его к 2 годам 8 месяцам тюрьмы.

## В восстании
Данные об участии Кемаля Экрема в антикоммунистическом Венгерском восстании также противоречивы. Большинство источников сходятся на том, что 23 октября 1956 года Экрем находился в тюрьме и был освобождён на следующий день. Но существует мнение, что первоначально он направился в райком ВПТ, чтобы поддержать режим Герё—Хегедюша. Однако аппаратчики не приняли поддержки «вычищенного из партии», и тогда Экрем примкнул к восставшим.
Согласно другим источникам, уже 24 октября 1956 Кемаль Экрем присоединился к повстанцам на площади Сена. Наряду с Йожефом Дудашем, Яношем Сабо, Робертом Баном, он стал одним из руководителей повстанческой обороны во II районе Будапешта. Занимал крайне радикальные позиции, в духе Дудаша.
4 ноября оборона площадей Сена и Москвы была сломлена советскими танками. Кемаль Экрем попытался установить радиосвязь с Белой Кираем и скоординировать продолжение вооружённой борьбы. Был тяжело ранен в уличной перестрелке, неделю провёл практически без сознания, после передвигался на костылях. Почти два месяца скрывался в подполье.

## Арест, приговор, казнь
28 декабря 1956 Кемаль Экрем был арестован. Органы внутренних дел ВНР столкнулись с юридической коллизией: выяснилось, что Экрем так и не оформил венгерского гражданства. Был направлен запрос в Белград, откуда также сообщили, что Экрем не является гражданином Югославии.
Процесс над Экремом был проведён «явочным порядком» и итог был чисто формальным: подобно Дудашу и Сабо, он был заранее приговорён к смертной казни как один из наиболее радикальных лидеров восстания. Смертный приговор Кемалю Экрему был вынесен 29 июля 1957 и приведён в исполнение ровно через четыре месяца.

## Память и продолжение
После демонтажа коммунистического режима в Венгрии Кемаль Экрем считается одним из героев восстания 1956 года. Особенно популярен он среди венгерских ультраправых.
Сын Кемаля Экрема — Дьёрдь Экрем-Кемаль был видным деятелем ассоциации ветеранов восстания и одним из основателей ультраправого хунгаристского движения, которое считается в современной Венгрии наследником идей салашизма.